# Mimosa petiolaris
Mimosa petiolaris är en ärtväxtart som beskrevs av George Bentham. Mimosa petiolaris ingår i släktet mimosor, och familjen ärtväxter. Inga underarter finns listade i Catalogue of Life.